# ليباز البطانة
ليباز البطانة أو ليباز بطاني (بالإنجليزية: Endothelial lipase)‏ هو انزيم يعتبر شكل من أشكال الليباز التي يفرزها البطانيةفي الخلايا.وقد أكتشف لأول مرة في عام 1999.

## الوطيفة
ليباز البطانة يحتوي على تماثل جزيئي كبير مع البروتين الدهني الليباز حوالي (LPL) (44٪) والليباز الكبدي حوالي (HL) (41٪). على عكس LPL وHL، ويتم تصنيع هذا الانزيم من قبل الخلايا البطانية .وأظهرت انخفاض مستويات الكولسترول HDL. في الحيوانات التي تعاني من نقص في EL ارتفاع ملحوظ في مستويات الكولسترول HDL، مما يشير إلى أنه يلعب دورا في التمثيل الغذائي الفيزيولوجي .

## وصلات اضافية
- endothelial+lipase,+human في المكتبة الوطنية الأمريكية للطب نظام فهرسة المواضيع الطبية (MeSH).